# باولا
باولا (به لاتین: Baula) یک کوه در ایسلند است که در ایسلند واقع شده‌است. باولا ۹۳۴ متر بالاتر از سطح دریا واقع شده‌است.